# Mallorca Challenger 1996
Il Mallorca Challenger 1996 è stato un torneo di tennis facente parte della categoria ATP Challenger Series nell'ambito dell'ATP Challenger Series 1996. Il torneo si è giocato a Maiorca in Spagna dal 14 al 20 ottobre 1996 su campi in terra rossa.

## Vincitori

### Singolare
Dominik Hrbatý ha battuto in finale  Dirk Dier con il punteggio di 6–3, 6–2

### Doppio
Cristian Brandi /  Filippo Messori hanno battuto in finale  Dominik Hrbatý /  David Škoch con il punteggio di 7–6, 6–2